# Pałac w Brzeźnicy (województwo lubuskie)
Pałac w Brzeźnicy – zabytkowy pałac w miejscowości Brzeźnica (powiat krośnieński).
Od 1863 wieś była własnością Karla von Riedel. 
Pałac wybudowany w latach 1907-1908. Wejście główne w ścianie frontowej, poprzedzone schodami między dwoma pilastrami, które podtrzymują fronton z herbem budowniczego Karla von Riedel (dekoracją rzeźbiarską). Obiekt jest częścią zespołu pałacowego, w skład którego wchodzą jeszcze:
- oficyna, ul. Główna 2 A, z początku XX w.
- kompleks zabudowań gospodarczych wokół dziedzińca pałacowego z początku XX w. (stodoły, stajnia-wozownia, budynki inwentarskie), ul. Bobrzańska 1
- dom ogrodnika ze szklarnią i ogrodem warzywnym, ul. Bobrzańska 2 A z początku XX w.
- park z drugiej połowy XIX w., zmiany w XX w.[1]

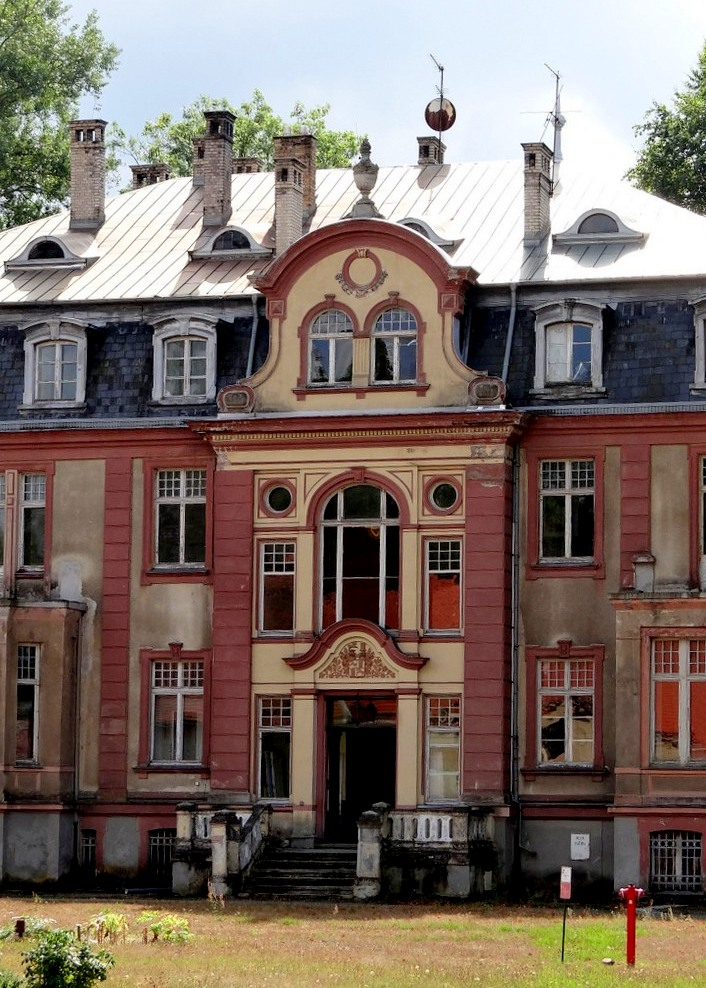
Fronton z herbem